# Ulpio Giuliano
Ulpio Giuliano (latino: Ulpius Iulianus; ... – 218) è stato un militare romano.
Giuliano era stato al servizio dell'imperatore Caracalla (211–217), per il quale si era occupato dei censimenti.
Sotto il successore di Caracalla, Macrino (217–218), salì al rango di prefetto del pretorio. Si trovava in oriente con il proprio imperatore quando, nella vicina Antiochia di Siria, il presunto figlio di Caracalla, Eliogabalo (218–222), venne nominato imperatore dalle truppe della Legio III Gallica.
Macrino inviò Giuliano, che si trovava ad Apamea, e parte della II Parthica a sedare la rivolta, ritenuta di poco conto. Giuliano ordinò alla fedele cavalleria numida di attaccare il nemico, ma senza risultati: allora fece avanzare la legione contro l'accampamento nemico. I difensori misero Eliogabalo (all'epoca quattordicenne) in vista sugli spalti delle mura e mostrarono le immagini di Caracalla; i soldati di Giuliano, che avevano amato Caracalla tanto quanto non gradivano Macrino, si rivoltarono passando al nemico e uccidendo Giuliano. In seguito i soldati diedero la testa di Giuliano a Macrino, durante una cena.